# Severinus Daniels
Severinus Daniels (Zelem, 3 april 1804 - aldaar, 29 augustus 1867) was een Belgisch burgemeester.

## Levensloop
Daniels was een landbouwer. Hij werd na de gemeenteraadsverkiezingen van 1867 burgemeester van Zelem. Hij bleef dit tot aan zijn dood eind augustus dat jaar.